# Лондонский Пул

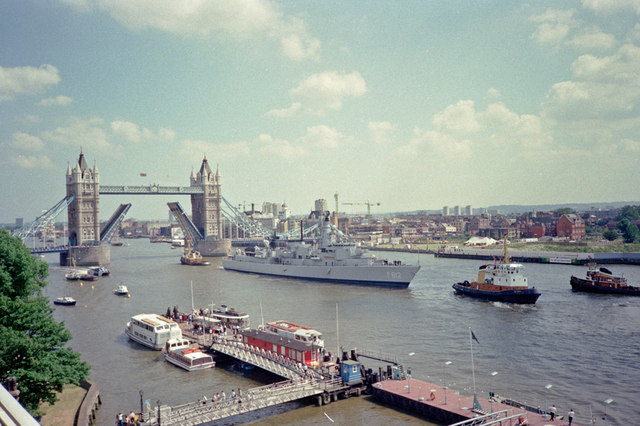
Верхний пул

Лондонский Пул (англ. Pool of London) — отрезок Темзы, примыкающий к Тауэрскому мосту в историческом центре Лондона; старейшая часть Лондонского порта. Состоит из двух участков: верхнего — между Лондонским и Тауэрским мостами и нижнего — между Тауэрским мостом и пирсом Черри-Гарден в квартале Ротерхайт.
Речной порт на месте Лондонского Пула существовал с момента основания Лондона римлянами в I веке, и в течение столетий примыкал к Сити. Беда Достопочтенный в VII веке отмечал, что пул являлся основой существования города. В 1894 году Пул был разрезан разводным Тауэрским мостом. Развитие контейнерных перевозок и появление глубоководных портов на морском побережье в 1960-е годы привели к закрытию грузовых причалов Пула. Акватория Пула превратилась в место судоходства прогулочных катеров, периодически заходят круизные лайнеры и военные корабли.